# Succinodon
Succinodon putzeri to rzekomy dinozaur ze środkowej Polski, a w rzeczywistości – drewno ze śladami drążeń małży.

## Pierwotna interpretacja
Succinodon putzeri był opisany jako gatunek dinozaura przez Friedricha von Huene w 1941 na podstawie skamieniałości ówcześnie uważanych za kredowe, pochodzących z okolic Bochotnicy w przełomie Wisły. Skamieniałość ta została zinterpretowana jako szczęka zauropoda z rodziny Titanosauridae. Przez około czterdzieści lat Succinodon był traktowany jako jedyna znana skamieniałość dinozaura z Polski.

## Reinterpretacja
W 1981 paleontolożki Krystyna Pożaryska i Halina Pugaczewska wykazały, że rzekoma szczęka dinozaura jest w rzeczywistości kawałkiem kopalnego drewna ze śladami drążeń małży (drewnotoczy) z rodziny świdrakowatych. Z punktu widzenia nomenklatury zoologicznej nazwa Succinodon jest więc prawdopodobnym młodszym synonimem rodzaju małży Kuphus. Wiek skamieniałości jest paleoceński.